# Krikor Zohrab
Krikor Zohrab (en armenio: Գրիգոր Զոհրապ; 26 de junio de 1861 – 1915) fue un influyente escritor, político y abogado armenio de Constantinopla (actual Estambul). Al comienzo del genocidio armenio, fue arrestado por el gobierno turco y enviado a comparecer ante una corte marcial en Diyarbakır. En medio de una carretera en dirección a un pueblo llamado Karaköprü o Şeytanderesi en las afueras de Sanliurfa, fue asesinado por un conocido grupo de bandidos liderados por Çerkez Ahmet, Halil y Nazım, en algún momento entre el 15 y 20 de julio de 1915.

## Vida
Zohrab nació el 26 de junio de 1861, en el seno de una familia acomodada en Beşiktaş, Estambul. Su educación primaria fue finalizada en una escuela católica armenia. Obtuvo un título en ingeniería civil del Instituto Galatasaray, pero jamás trabajó en ese campo. En cambio, se matriculó en una escuela de derecho recién abierta, la Universidad Imperial de Jurisprudencia, y obtuvo su título en 1882. Con el tiempo se convirtió en uno de los abogados más respetados en las cortes del Imperio otomano. Posteriormente vuelve a la universidad, pero para impartir clases de derecho. Con 27 años, se casó con Clara Yazejian, y tuvieron 4 hijos (dos hijas y dos varones). Una de las hijas, Dolores Zohrab Liebmann, se convertiría en una reconocida filántropa estadounidense.
Zohrab defendió exitosamente a numerosos armenios acusados por una variedad de delitos políticos y criminales entre los años 1895 y 1896. Pero cuando defendió a un revolucionario búlgaro en un juicio en el que él acusaba a un oficial turco de tortura, fue expulsado del colegio, y obligado a vivir en el exilio.
En 1908, tras la revolución de los Jóvenes Turcos, se convirtió en miembro del parlamento del Consejo Otomano, y también ejerció en su comunidad como concejal armenio.

### Personalidad y estilo de vida
Zohrab fue un gran intelectual, que tuvo una vida bastante ocupada. Tenía que equilibrar tanto su vida profesional como privada. Era considerado como una persona rica en personalidad, junto con un corazón noble. Adoraba la vida y sus placeres. A pesar de que por lo general estaba abierto a las ideas progresistas, mantenía un postura conservadora sobre el rol de las mujeres en la sociedad. Creía que las mujeres debían mantener sus roles tradicionales, y no aventurarse más.

### Actividad política
Desde que era un adolescente, Zohrab mostró gran interés hacia el trabajo nacional y contribuyó fuertemente a su comunidad. A los 30 años, fue elegido para ser parte del Consejo Nacional de Constantinopla y ejerció en el consejo hasta su muerte. Fue una de las primeras víctimas del genocidio armenio.
Desde 1908 en adelante, Zohrab fue diputado y llegó a hacerse célebre por sus elocuentes discursos. Defendía con vehemencia los intereses y derechos de la comunidad armenia dentro del consejo, y en todos los niveles del gobierno. Tras la masacre de Adana en 1909, criticó fuertemente a las autoridades turcas por sus acciones, y exigió que los responsables fuesen llevados a la justicia.
Para servir a la causa armenia, escribió a un influyente periódico francés, llamado "La question arménienne à la lumière des documents" (La cuestión armenia a la luz de los documentos), publicados en 1913 bajo el seudónimo Marcel Leart en París. Trataba muchos aspectos de las dificultades sufridas por la población armenia, y denunciaba la inacción del gobierno ante casos de homicidios, abusos, robos o agresiones en contra de los armenios.

### Publicaciones

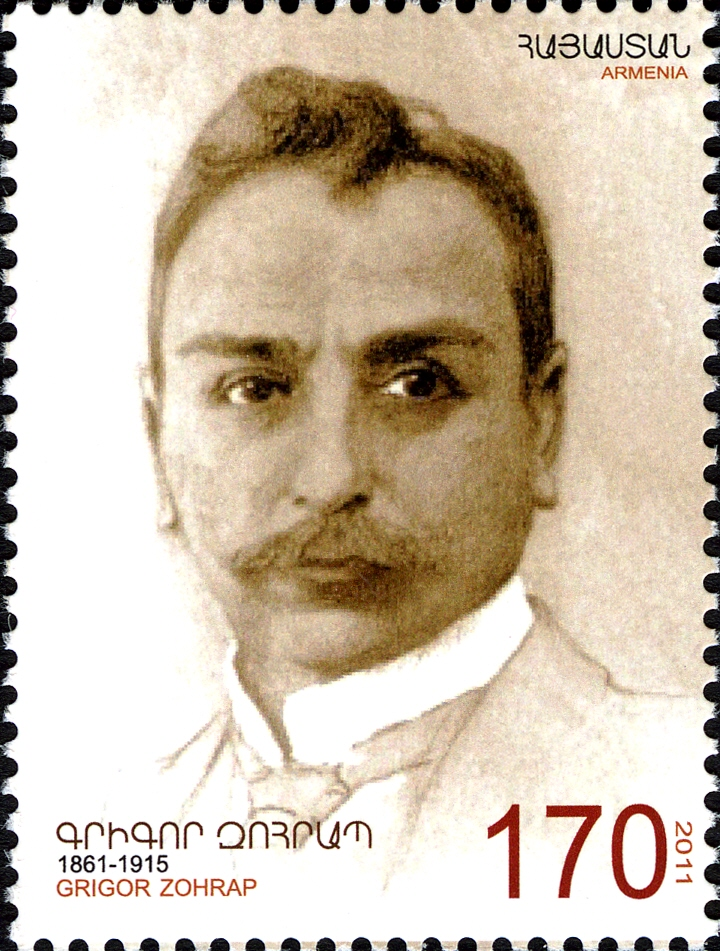
Krikor Zohrab en un sello del Correo de Armenia, 2011.

Zohrab escribió muchos artículos en periódicos armenios como el Masis (Մասիս), el Hairenik (Հայրենիք), y el Arevelk (Արեւելք). Uno de sus artículos famosos, llamado ''Broom'', criticaba a los ciudadanos y trabajadores armenios, diciendo que estos necesitaban ser ''barridos'' para ponerlos en su lugar.
Una de las principales características de Zohrab, era el hecho de que habitualmente se expresaba de forma provocadora, sin tener en cuenta la autoridad represiva del Estado turco. En múltiples ocasiones había condenado al Estado por sus numerosas deficiencias.

## Estilo de redacción
Zohrab ha sido considerado como el maestro del cuento armenio. A pesar de haber estado influenciado por varios escritores románticos cuando era joven, se unió rápidamente al realismo francés, impulsado por escritores como Guy de Maupassant, Alphonse Daudet y Émile Zola. Es probablemente el mejor escritor armenio de ese género.
Él escribió sobre los relatos que acontecían en su vida. Dijo una vez que escribir era una actividad estimulante en la que uno podía ahondar y olvidarse de los dolores de la vida cotidiana. Tenía un ojo muy agudo para las características humanas, tanto físicas como psicológicas. Las descripciones de la persona humana fueron uno de sus puntos más fuertes. Pudo representar con precisión las caras y gestos de una forma vivida. De forma breve, densa, pero altamente expresivas, era capaz de ilustrar claramente una tragedia o las cualidades de un personaje.

## Arresto y  asesinato

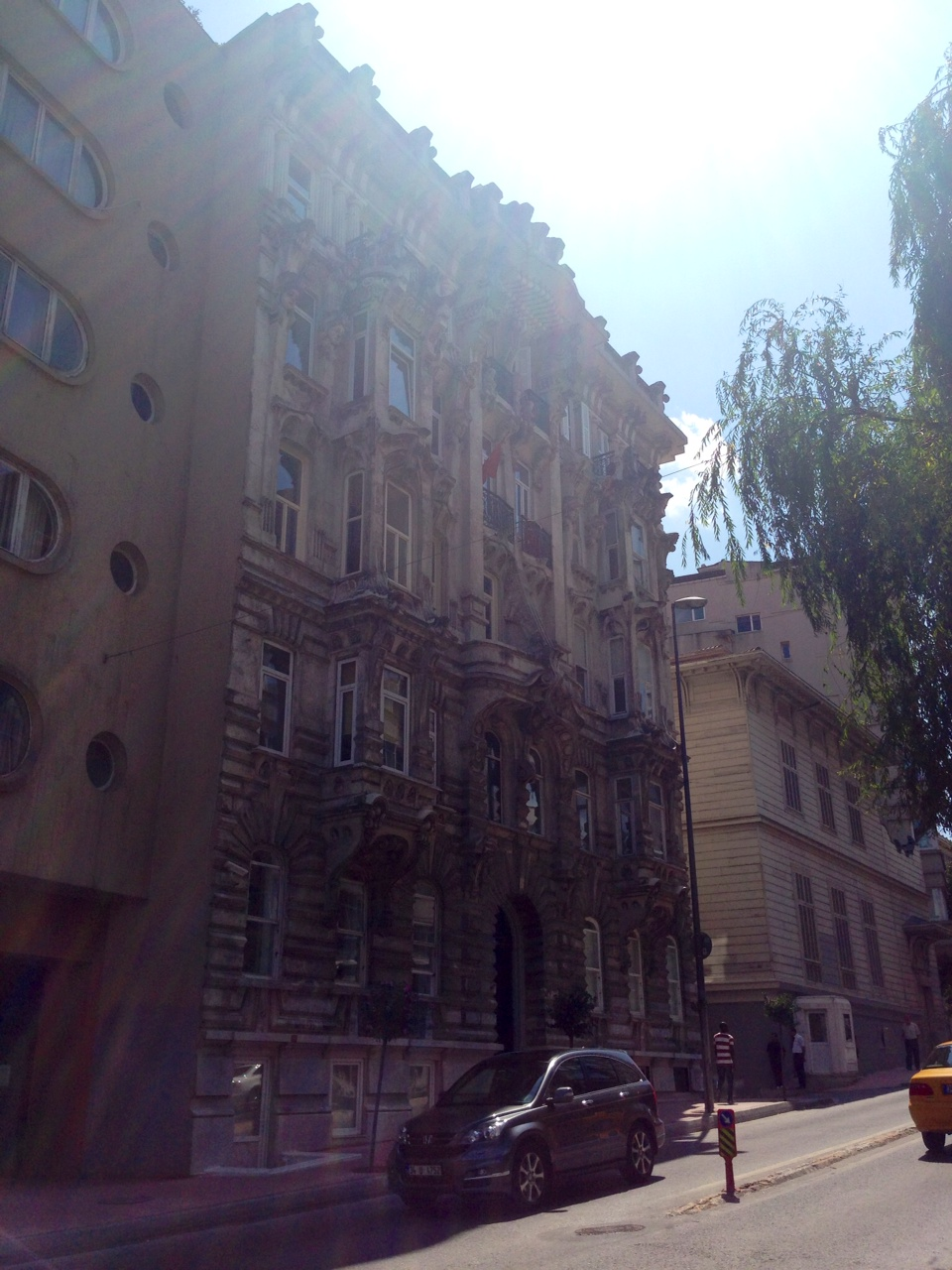
Residencia de Krikor Zohrab

En medio de las detenciones y ejecuciones masivas que indicarían el comienzo del genocidio armenio el 24 de abril de 1915, Zohrab estaba trabajando diligentemente para detener las atrocidades. Como diputado, intentó contactarse con las autoridades turcas y pedir el cese inmediato de las masacres. Incluso contactó con su supuesto amigo Talat Bajá para protestar y pedir reparaciones, pero todo fue en vano. Zohrab le mencionó a Talat, que un día pediría una explicación por estas acciones. Esta sería la última vez en que ambos se encontrarían. Algunos de sus amigos le sugirieron que se fuera del país, pero él se negó.
Al día siguiente, el 21 de mayo de 1915, Zohrab fue arrestado por los turcos, junto con otro diputado del Parlamento otomano. Ordenados para comparecer ante una corte marcial en Diyarbakır, viajaron juntos en tren hacia Alepo, escoltados por un gendarme. Permanecieron en Alepo por unas cuantas semanas, esperando los resultados de los intentos del gobernador otomano en devolverlos a la capital. Algunas fuentes declaran que Cemal Bajá intentó asegurar su regreso, pero Talaat Bajá insistió en hacer que la pareja fuese juzgada por la corte marcial. Posteriormente fueron enviados a Sanluirfa y permanecieron por un tiempo en la casa de un diputado turco. Más tarde, bajo escolta policial, fueron enviados a Diyarbakır en un auto. Supuestamente fueron acompañados de forma voluntaria por varias figuras locales armenias. Muchas fuentes indican de que Zohrab y los demás fueron asesinados por el conocido grupo de bandidos liderados por Çerkez Ahmet, Halil y Nazım, en una localidad llamada Karaköprü o Şeytanderesi en las afueras de Sanliurfa, entre el 15 y 20 de julio de 1915. Los asesinos fueron juzgados y ejecutados en Damasco por Cemal Bajá en septiembre de 1915, y el magnicidio fue objeto de investigación en 1916, por el Parlamento otomano al mando de Artin Boshgezenian, diputado por Alepo.

## Obras
Algunos de sus obras publicadas:
- Una Generación Desaparecida (Անհետացած սերունդ մը). Considerado una obra maestra de la literatura realista armenia.
- Caras familiares (Ծանօթ դէմքեր), una pieza donde dibuja retratos de figuras prominentes de su época.
- Desde el Diario de un Viajero (Ուղեւորի օրագրէն): un libro sobre sus viajes en Europa, y las impresiones que le dejaron.